# Finales de la NBA de 1985
Las Finales de la NBA de 1985 fueron las series definitivas de los playoffs de 1985 y suponían la conclusión de la temporada 1984-85 de la NBA, con victoria de Los Angeles Lakers, campeón de la Conferencia Oeste, sobre Boston Celtics, campeón de la Conferencia Este.
Los Celtics buscaban repetir como campeones de la NBA por primera vez desde la temporada 1968-69. Los Celtics contaban con la ventaja de campo después de lograr 63 victorias en la temporada regular, una más que los Lakers. Por primera vez, las Finales adoptaron un formato de 2-3-2 con los dos primeros partidos en Boston y los tres siguientes en Los Ángeles. Los dos últimos encuentros de la serie se disputarían en Boston si fuera necesario. El cambio de formato se produjo después de que David Stern tuviera una conversación con Red Auerbach en 1984, a quien no le gustaba viajar frecuentemente entre los partidos.
Los Angeles Lakers ganaron a los Celtics por 4-2, siendo la primera vez que los californianos derrotaban a los Celtics en unas Finales de la NBA. Fueron las últimas Finales denominadas como "Campeonatos Mundiales de la NBA". 

## Resumen
| Partido | Fecha      | Equipo local | Resultado | Equipo visitante |
| ------- | ---------- | ------------ | --------- | ---------------- |
| 1       | 27 de mayo | Boston       | 148-114   | Los Angeles      |
| 2       | 30 de mayo | Boston       | 102-109   | Los Angeles      |
| 3       | 2 de junio | Los Angeles  | 136-111   | Boston           |
| 4       | 5 de junio | Los Angeles  | 105-107   | Boston           |
| 5       | 7 de junio | Los Angeles  | 120-111   | Boston           |
| 6       | 9 de junio | Boston       | 100-111   | Los Angeles      |

Lakers ganan las series 4-2

### Partido 1
Los Celtics vencieron a los Lakers por 148-114 en un partido conocido como "Memorial Day Massacre". Los Celtics fueron una apisonadora para los Lakers. Kareem Abdul-Jabbar sólo anotó 12 puntos y recogió 3 rebotes en su enfrentamiento con Robert Parish, y Magic Johnson capturó un rebote en todo el choque. Danny Ainge, de los Celtics, comenzó el partido anotando 15 puntos en el primer cuarto, y Scott Wedman acertó los 11 tiros de campo que intentó. Más tarde, Abdul-Jabbar se disculpó ante sus compañeros por su terrible actuación.
Antes del triunfo de Boston por 131-92 ante los Lakers en el sexto partido de las Finales de la NBA de 2008, este fue el partido con mayor ventaja en la historia de la rivalidad entre ambos equipos.

### Partido 2
Los Lakers respondieron con una victoria por 109-102, con una gran actuación de Abdul-Jabbar con 30 puntos, 17 rebotes, 3 tapones y 8 asistencias. Michael Cooper aportó con 22 puntos y 8 de 9 en tiros de campo. Los Lakers igualaban la serie y viajaban a California.

### Partido 3
Los Celtics mantenían una diferencia de diez puntos (48-38) en el segundo cuarto antes de que los Lakers, liderados por James Worthy, se marcharan al descanso con una ventaja de seis puntos (65-59). Los Lakers sentenciaron en la segunda mitad y se hicieron con el duelo por 136-111. Durante el encuentro, Kareem Abdul-Jabbar se convirtió en el máximo anotador en la historia de los playoffs. Mientras tanto, Larry Bird continuaba con su bajo rendimiento en el tiro, anotando 17 de los 42 lanzamientos intentados entre los partidos 2 y 3 de la serie. Bird estaba dolorido tanto en la espalda como en el codo derecho, aunque muchos aficionados creían que estaba teniendo problemas con la gran defensa de Michael Cooper.

### Partido 4
Los Celtics igualaron la serie en el cuarto encuentro con un triunfo por 107-105, con una canasta de Dennis Johnson en la bocina. En la jugada anterior a la canasta de Dennis, Magic Johnson anotó debajo de la canasta al atrapar un rebote ofensivo tras un gancho fallido de Abdul-Jabbar.

### Partido 5
En el quinto partido, los Lakers mandaban en el marcador por 64-51 y aumentó la diferencia a 89-72 antes de que los Celtics recortaran y se colocaran cuatro abajo (101-97) a falta de seis minutos para el final del partido. Sin embargo, Magic Johnson anotó tres tiros y Kareem añadió cuatro más para que los Lakers lograran la victoria por 120-111 y se adelantaran en las series por 3-2.

### Partido 6
En el último duelo, los Lakers estuvieron liderados por Abdul-Jabbar, quien anotó 29 puntos en la victoria de su equipo por 111-100. Kevin McHale aportó 32 puntos para los Celtics en un esfuerzo inútil. Gracias a la defensa de Michael Cooper y a una lesión codo derecho, Larry Bird tuvo una actuación mediocre con 12 tiros de campo anotados de 29 intentos. Fue la primera vez (y hasta la fecha, la única) que un equipo rival se coronaba campeón de la NBA en el Boston Garden. Kareem Abdul-Jabbar fue nombrado MVP de las Finales de la NBA, siendo su segundo premio (el primero lo logró en 1971). En las cuatro victorias de los Lakers, Abdul-Jabbar promedió 30.2 puntos, 11.3 rebotes, 6.5 asistencias y 2 tapones.

## Celebración
Los Lakers fueron invitados a una recepción en la Casa Blanca con el Presidente Ronald Reagan, donde Kareem Abdul-Jabbar regaló a Reagan una camiseta de los Lakers. El martes siguiente fue declarado el "Laker Day" por el alcalde de Los Ángeles Tom Bradley, con un desfile que comenzó en la 9.ª calle y Broadway.